# Wimperga

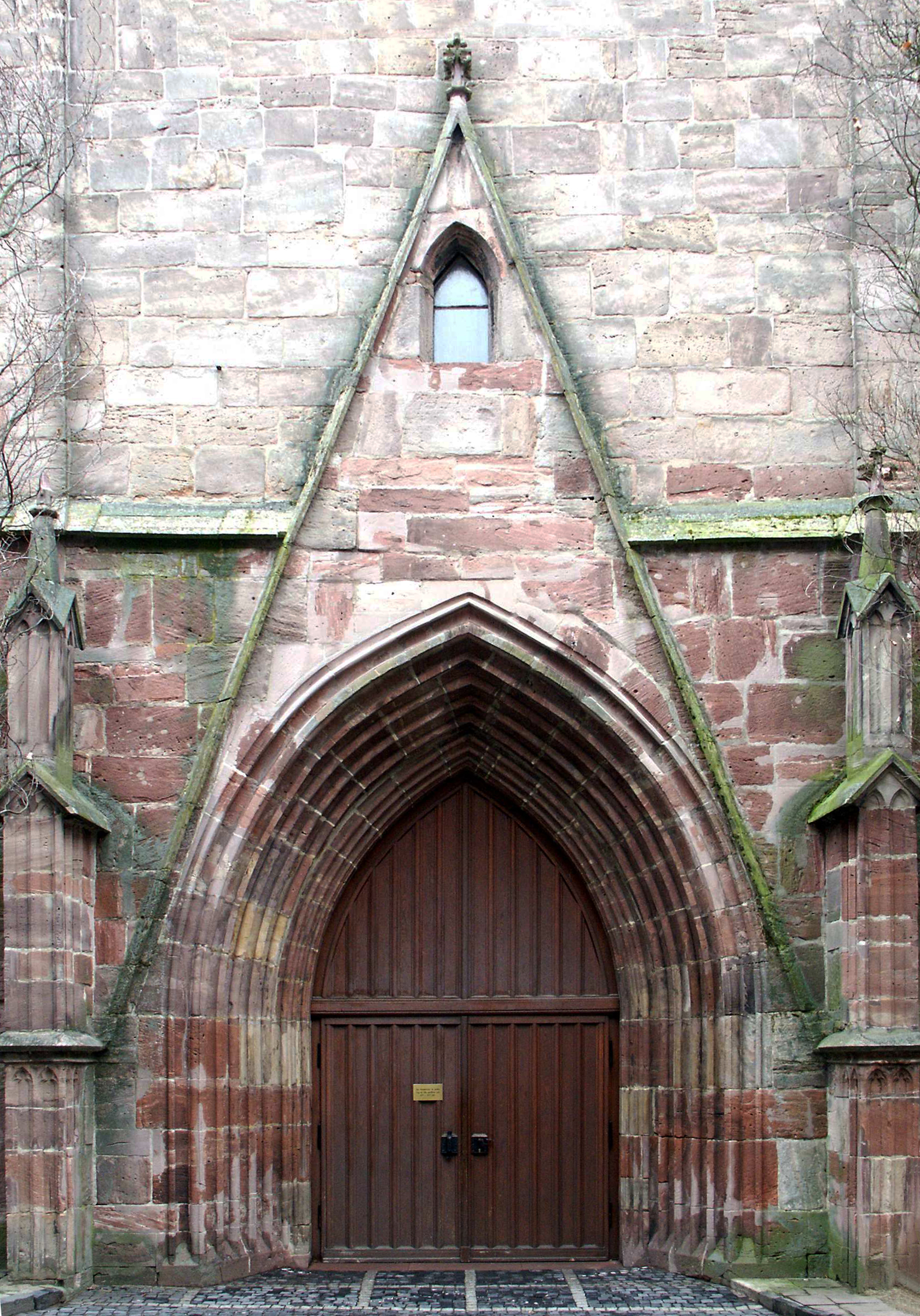
Wimperga

Wimperga (niem. Wimperg) – dekoracyjne wykończenie w kształcie wysokiego trójkąta, wieńczące szczyt portalu albo ostrołuk okna charakterystyczne w architekturze gotyckiej oraz stosowane w zdobnictwie neogotyckim.
Wykonany z kamienia lub cegły. Pole trójkąta rzeźbione ślepym lub ażurowym maswerkiem lub gładkie. Krawędzie zdobione motywami dekoracyjnymi w kształcie zwiniętego liścia, czołgankami inaczej zwanymi żabkami. Zwieńczony kwiatonem albo krzyżem.
Po raz pierwszy wimpergi zastosowano w kaplicy Sainte-Chapelle.